# The Far Horizons
The Far Horizons (Brasil: Aventura Sangrenta) é um filme estadunidense de 1955, do gênero faroeste, dirigido por Rudolph Maté e estrelado por Fred MacMurray e Charlton Heston. O filme, claramente inspirado no superior The Big Sky (1952), de Howard Hawks, mostra, de forma fantasiosa, a histórica expedição de Meriwether Lewis e William Clark. Entre as imprecisões, a mais gritante é o romance entre Clark e a índia Sacajawea.
Por outro lado, a fotografia, reconhecida pela sua beleza, faz com que a produção pareça ter tido um orçamento maior do que o verdadeiramente disponibilizado.

## Sinopse
Após adquirir a Louisiana da França, em 1803, o presidente Thomas Jefferson patrocina uma expedição comandada pelos aventureiros Meriwether Lewis e William Clark, com o objetivo não só de explorar as terras a oeste do Mississippi, mas principalmente de descobrir uma saída para o oceano Pacífico. Os dois homens são ajudados por Sacajawea, uma índia shoshone resgatada de uma tribo hostil e com quem Clark inicia um romance. Sacajawea é desejada também por Lewis, o que põe em risco a empreitada.

## Elenco
| Ator/Atriz       | Personagem       |
| ---------------- | ---------------- |
| Fred MacMurray   | William Clark    |
| Charlton Heston  | Meriwether Lewis |
| Donna Reed       | Sacajawea        |
| Barbara Hale     | Julia Hancock    |
| William Demarest | Sargento Gass    |
| Alan Reed        | Charboneau       |
| Eduardo Noriega  | Cameahwait       |
| Larry Pennell    | Águia Selvagem   |
| Herbert Heyes    | Thomas Jefferson |